# Elisha Scott

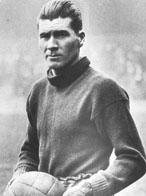
Elisha Scott (1912)

Elisha Scott (* 24. August 1893 in Belfast, Irland; † 16. Mai 1959 ebenda) war ein nordirischer Fußballtorhüter und Trainer. In den 1910er bis 1930er Jahren war er beinahe 22 Jahre lang Stammtorhüter des FC Liverpool. Als Trainer konnte er in den 1930er und 1940er Jahren 31 Titel mit dem katholischen Club Belfast Celtic erringen. Zudem stand er 31 Mal im Tor der irischen Fußballnationalmannschaft.
Scott war kein groß gewachsener Torhüter (ca. 5 Fuß, 9 Zoll ~ 1,75 m), jedoch wegen seiner Schnelligkeit und Beweglichkeit sowie seines Einsatzwillens bekannt. Wegen seiner langjährigen Treue zum FC Liverpool war er bei den Fans des Clubs äußerst beliebt.

## Laufbahn
Scott kam als 15-Jähriger vom Linfield FC aus seiner Heimatstadt wegen der besseren Ausbildung zur Jugendmannschaft von Broadway United. Sein älterer Bruder Billy Scott, ein schon länger erfolgreicher Torhüter beim FC Everton und 25-facher irischer Nationaltorhüter, vermittelte ihn 18-jährig als Ersatzgoalie zum FC Liverpool.
Am 1. Januar 1913 gab er sein Debüt für Liverpool gegen Newcastle United, das er ohne Gegentor überstand. Es dauerte aber noch bis 1914/15 bis Scott Stammtormann der Reds werden konnte. Seine Karriere in England wurde aber schon bald vom Ersten Weltkrieg unterbrochen. Bis zu seiner Rückkehr nach Liverpool 1920, spielte er einige Zeit in der Kriegsnotliga der Belfaster Region bei Belfast Celtic, wo er je einmal die Vizemeisterschaft und den Pokalsieg feiern konnte. Die auf die Rückkehr nach Liverpool folgenden Jahre sollten Scotts erfolgreichste Zeit bei den Reds werden. Nachdem er bereits 1920 Nationalspieler geworden war, hatte er in den Jahren 1922/23 und 1923/24 großen Anteil an den beiden Meisterschaften Liverpools. In den insgesamt 81 Einsätzen für die Reds in beiden Spielzeiten konnten die gegnerischen Mannschaften lediglich 67 Tore gegen ihn erzielen.
In den folgenden Jahren konnten die Reds diese Erfolge nicht wiederholen. Scott blieb jedoch immer sehr beliebt bei den Anhängern des Vereins. Anfang der 1930er Jahre zeigte sich aber, dass Scott älter und langsamer wurde. 1933/34 während seiner letzten Saison in Liverpool kam er lediglich zu zehn Einsätzen. Am 21. Februar 1934 spielte Scott nach über 21 Jahren beim FC Liverpool ein letztes, 468. Mal für die erste Mannschaft, um im Anschluss in seine Heimat Belfast zurückzukehren. Bis in die 1950er Jahre blieb Scott Rekordspieler Liverpools und bis heute ist er der Spieler, der die längste Zeit als Profi bei Liverpool – 21 Jahre und 51 Tage – unter Vertrag stand.
Er wurde Spielertrainer bei Belfast Celtic, für die er schon während des Ersten Weltkrieges kurz gespielt hatte. Nach 1936 beendete er seine aktive Laufbahn, blieb aber weiter Trainer von Celtic. Er sollte als einer der erfolgreichsten Trainer in die Geschichte des nordirischen Verbandes eingehen. In den zwölf Jahren 1936–1948 gewann sein Verein zehn Meisterschaften, davon von 1936 bis 1942 sieben in Folge. Hinzu kamen sieben Pokalsiege, insgesamt gewann Celtic in dieser Zeit 31 Titel.
Scott war auch noch Trainer von Belfast Celtic, als es zum sogenannten „Boxing-Day-Zwischenfall“ am 26. Dezember 1948 kam. Beim Auswärtsspiel seines Clubs beim Lokalrivalen Linfield FC – keinen Kilometer vom Heimstadion Belfast Celtic entfernt – stürmten die Anhänger des protestantisch/royalistisch geprägten Linfield FC den Platz und schlugen die Spieler und einige Betreuer der katholisch geprägten Gästemannschaft zusammen, dass einige der Spieler Knochenbrüchen erlitten. Als Folge dieses Zwischenfalls trat Celtic aus der Nordirischen Liga aus und löste sich später auf. Belfast Celtic blieb Scotts einzige Station als Trainer einer Profifußballmannschaft.

## Nationalmannschaft
Scott war insgesamt 31 Mal Torhüter der Auswahl des Irish Football Association, viermal 1920 noch in der gesamtirischen Auswahl innerhalb des Vereinigten Königreichs und später noch 26 Mal für die ebenfalls als Irland antretende nordirische Mannschaft. Seine letzte Partie machte er 1936 43-jährig – fast 17 Jahre nach seinem ersten A-Länderspiel und zwei Jahre nach seiner Rückkehr nach Belfast.

## Erfolge und Ehrungen
1998 ehrte die englische Football League Scott, als sie ihn in die Liste der 100 Legenden der englischen Liga aufnahm.
- Englischer Meister: (FC Liverpool; 2); 1923/24, 1924/25
- Nordirischer Meister (Belfast Celtic; 10); davon (1) als Spielertrainer 1935/36 und (9) als Trainer; 1936/37–1941/42, 1944, 1946/47, 1947/48
- Irischer Pokalsieger (Belfast Celtic; 1) als Spieler; 1916/17
- Nordirischer Pokalsieger (Belfast Celtic; 6) als Trainer; 1936/37, 1937/38, 1940/41, 1942/43, 1943/44, 1946/47